# Аксёново (Петушинский район)
Аксёново — деревня в Петушинском районе Владимирской области России, входит в состав Пекшинского сельского поселения.

## География
Деревня расположена на берегу реки Большая Липня в 11 км на юго-запад от центра поселения деревни Пекша, в 8 км на восток от райцентра города Петушки, в 4 км на запад от города Костерёво.

## История
В XIX — начале XX века входила в состав Липенской волость Покровского уезда Владимирской губернии, с 1921 года — в составе Орехово-Зуевского уезда Московской губернии. В 1859 году в деревне числилось 19 дворов, в 1905 году — 23 двора, в 1926 году — 57 дворов.
С 1929 года деревня входила в состав Новского сельсовета Петушинского района Московской области, с 1944 года — в составе Владимирской области, с 1954 года — в составе Липенского сельсовета, с 2005 года — в составе Пекшинского сельского поселения.

## Население
| 1859 | 1905 | 1926 | 2002 | 2010 | 2021 |
| ---- | ---- | ---- | ---- | ---- | ---- |
| 146  | ↗203 | ↗270 | ↘8   | ↗28  | ↘18  |